# Селективное переключение длины волны
Компоненты селективного переключения по длине волны (англ. Wavelength selective switching, сокр. WSS) используются в оптических сетях связи WDM для маршрутизации (переключения) сигналов между оптическими волокнами для каждой длины волны.

## Что такое WSS?
WSS содержит коммутационную матрицу, которая работает на электромагнитном излучении, распределенном по длине волны, без необходимости физического распределения рассеянного света на отдельные порты. Это называется конфигурацией «разделить и переключить». Например, 88-канальная система WDM может маршрутизироваться от «общего» волокна к любому из N волокон с использованием 88 1 x N коммутаторов. Такое свойство заметно упрощает архитектуру демультиплексирования, коммутации и мультиплексирования, которая потребует (в дополнение к элементам мультиплексирования / демультиплексирования N + 1) неблокирующий коммутатор для 88 NxN каналов, которые будет проверять пределы технологических ограничений оптических кросс-коннектов даже для умеренного количества волокон.
Более практичный подход, принятый большинством производителей WSS состоит в следующем. Входящие каналы общего порта непрерывно распределены по переключающему элементу, который затем направляет и ослабляет каждый из этих каналов независимо от N переключающих портов. Дисперсионный механизм обычно основан на голографических или линейчатых дифракционных решетках, аналогичных тем, которые обычно используются в спектрометрах. Для достижения необходимой разрешающей способности и эффективности связи может быть выгодно применять комбинацию отражающей или пропускающей решетки и призмы, известной как GRISM. Работа WSS может быть двунаправленной, поэтому длины волн могут быть мультиплексированы вместе из разных портов в один общий порт. На сегодняшний день в большинстве применений используется фиксированная пропускная способность канала 50 или 100 ГГц и 9 выходных портов.

## Микроэлектромеханические зеркала (MEMS)
Первоначально коммерческие WSS были основаны на подвижных зеркалах с использованием микроэлектромеханических систем (MEMS). Поступающий свет разбивается на спектр с помощью дифракционной решетки, и каждая длины волны затем фокусируется на отдельном зеркале MEMS. Изменяя положение зеркала в одном измерении, канал может быть направлен обратно в любое из волокон в массиве. Вторая ось наклона позволяет минимизировать переходные перекрестные помехи, в противном случае переключение (например) с порта 1 на порт 3 всегда будет включать передачу луча через порт 2. Вторая ось обеспечивает средство для ослабления сигнала без увеличения связи в соседние волокна. Эта технология не требует дополнительной оптики для разнесения по поляризации, что является преимуществом в виде единой плоскости управления. Такая схема хорошо работает для непрерывного сигнала, позволяя схемам отслеживания зеркала уменьшать дрожания зеркала и максимизировать связь.

## Бинарный жидкий кристалл (LC)
Жидкокристаллическое переключение позволяет избежать как высокой стоимости изготовления MEMS небольшого объема, так и, возможно, некоторых из его фиксированных канальных ограничений. Бинарный жидкокристаллический стек, управляемый программным обеспечением, индивидуально наклоняет каждый оптический канал, и вторая решетка (или второй проход первой решетки) используется для спектральной рекомбинации лучей. Смещения, создаваемые набором жидких кристаллов, приводят к пространственному смещению получающихся спектрально рекомбинированных пучков и, следовательно, к фокусировке через матрицу линз в отдельные волокна. Оптика с поляризационным разнесением обеспечивает малые поляризационно-зависимые потери (PDL).
Эта технология хороша относительно недорогими компонентами, простым электронным управлением и стабильным положением луча без активной обратной связи. Он способен конфигурироваться для гибкого спектра сетки с использованием тонкой сетки пикселей. Межпиксельные промежутки должны быть небольшими по сравнению с размером луча, чтобы избежать значительного возмущения проходящего света. Кроме того, каждая сетка должна реплицироваться для каждого из этапов переключения, создавая необходимость индивидуального управления тысячами пикселей на разных подложках, поэтому преимущества этой технологии с точки зрения простоты сводятся на нет, так как разрешение по длине волны становится более точным.
Основным недостатком этой технологии является толщина уложенных коммутационных элементов. Держать оптический луч плотно сфокусированным на этой глубине сложно и до сих пор это обстоятельство ограничивало способность WSS с большим количеством портов достигать очень хороших результатов для 12,5 ГГц или меньше.

## Жидкий кристалл на основе кремния (LCoS)
Жидкокристаллический на кремниевой основе LCoS особенно привлекателен в качестве механизма переключения в WSS благодаря почти непрерывной адресации, обеспечивающей новые функциональные возможности. Например, полосы длин волн, которые переключаются совместно (каналы), не требуют предварительной настройки в оптическом оборудовании. Они могут быть сконфигурированы в коммутаторе программным способом. Более того, возможно изменять конфигурацию каналов во время работы устройства.
Еще один механизм коммутации на основе массива использует массив отдельных отражающих зеркал MEMS для выполнения необходимого управления лучом. Эти массивы обычно являются производными от пространственного модулятора света Texas Instruments DLP. В этом случае угол зеркал MEM изменяется для отклонения луча. Однако современные реализации позволяют зеркалам иметь только два возможных состояния, что дает два возможных угла пучка. Это усложняет проектирование многопортовых WSS и ограничивает их применение устройствами с относительно небольшим количеством портов.